# Гышлаг (Джебраильский район)
Гышлаг (азерб. Qışlaq), в советских русскоязычных источниках также Кышлак — село в Джебраильском районе Азербайджана, расположенное в подножиях Карабахского хребта в 8 км к северу от города Джебраил.

## Топонимика
Гышлаги или кишлаки изначально были временными сезонными местами проживания скотоводов и были расположены за пределами сёл. Через некоторое время население окончательно обосновывалось в кишлаках и они превращались в постоянные населённые пункты. При этом такие населённые пункты иногда получали новое название, но часто сохраняли прежнее название.

## История
В результате Первой карабахской войны в августе 1993 года перешло под контроль непризнанной Нагорно-Карабахской Республики и согласно её административно-территориальному делению, входило в состав Гадрутского района.
9 октября 2020 года Президент Азербайджана Ильхам Алиев заявил об освобождении от оккупации войсками Азербайджана ряда населённых пунктов: населённого пункта Гадрут в Нагорном Карабахе и сёл Чайлы Тертерского района, Гышлаг Караджалы, Эфендиляр, Сулейманлы Джебраильского района, Цур Ходжавендского района, Юхары Гюзляк и Гёразыллы Физулинского района. Алиев назвал это исторической победой.

## Население
В годы Российской империи село Кишлаг входило в состав Джебраильского уезда Елизаветпольской губернии. По данным «Свода статистических данных о населении Закавказского края, извлеченных из посемейных списков 1886 года» в селе Кишлаг Сулейманлинского сельского общества было 18 дымов и проживало 94 азербайджанца (указаны как «татары»), которые были шиитами по вероисповеданию, из которых двое были представителями духовенства, остальные — крестьянами.
В советские годы село входило в состав Джебраильского района Азербайджанской ССР. В материалах издания «Административное деление АССР», подготовленного в 1933 году Управлением народно-хозяйственным учётом АССР (АзНХУ), по состоянию на 1 января 1933 года в Кышлаге Бальяндского сельсовета Джебраильского района проживало 260 человек (64 хозяйства), из них 120 мужчин и 140 женщин. Национальный состав всего сельсовета (сёла Бальянд, Дошулу, Караджаллы, Сулейманлы), на 99,9 % состоял из тюрок (азербайджанцев).